# メリンダ・ゲイツ
メリンダ・フレンチ・ゲイツ（英語: Melinda French Gates, 1964年8月15日 - ）は、アメリカ合衆国の実業家、慈善家で、ビル&メリンダゲイツ財団の元共同会長。ビル・ゲイツの元妻で、旧姓名はメリンダ・アン・ゲイツ(英語: Melinda Ann Gates)、旧旧姓名はメリンダ・アン・フレンチ（英語: Melinda Ann French）。

## 略歴
メリンダ・アン・フレンチはテキサス州ダラスに生まれ育った。父は技術者、母は専業主婦。1986年にデューク大学で計算機科学と経済学の学士号を、1987年に同フュークワ経営大学院で経営学修士号を取得。
1987年（23歳）マイクロソフトに入社。同年、ニューヨーク州マンハッタンで行われたマイクロソフトの報道機関向けのイベントでビル・ゲイツと出会い、1994年1月1日に結婚。Microsoft Publisher、Microsoft Bob、エンカルタ、Expedia の製品開発プロジェクトに従事した後、1996年に退社。同年、デューク大学の理事に指名される（2003年まで）。2004年9月、ワシントン・ポストの取締役に選任される。
創設以来、2024年6月までビル&メリンダゲイツ財団共同会長を務め、世界の教育や栄養状態の地域格差をなくす慈善活動に尽力した。2005年12月、夫ビル・ゲイツ、ロックバンドU2のリードボーカル兼フロントマンであるボノと共に『タイム』誌のパーソン・オブ・ザ・イヤーに選出された。『フォーブス』誌の「最もパワフルな女性100人」リストでは2006年に12位、2007年に24位、2008年に40位、2011年～2020年にかけてはずっと3位～6位に選ばれている。
夫と共に、2013年にメアリー・ウッダード・ラスカー公益事業賞を受賞、2016年には大統領自由勲章を受章している。
2021年5月3日、ゲイツ夫妻は離婚の決定を発表し、27年間の結婚と、34年間の夫婦を終えた。
2024年5月、創設以来共同会長を務めてきたビル&メリンダゲイツ財団を去ることを公表し、翌月に退任した。退任理由はメリンダの永年の社会貢献におけるテーマである女性エンパワメントに注力したフィランソロピーに取り組むため、としている。

## 結婚直後の生活
メリンダは結婚し、ビルの建てた豪邸に住み始めてから、少し自分自身を失ってしまった。いくつものガレージ、トランポリンルーム、室内プール、映画館、プール、ハイテクを駆使した家にいると、まるで自分がビデオゲームの中に住んでいるようだった。「私が住むなら、自分達家族の生活スペースにしましょう」とビルに申し出た。その後6ヶ月かかって、家族のためのスペース、メリンダのオフィス、スタッフとその周辺部のためのスペースを作った。メリンダの一番の関心は、子供達が出来る限り普通の生活を送れることだった。